# New Skin for the Old Ceremony
New Skin for the Old Ceremony — четвёртый студийный альбом Леонарда Коэна, изданный в 1974 году.

## Об альбоме
Коэн начинает развивать сырое звучание своих предыдущих работ, на новом альбоме уже представлены альты, мандолины, банджо, гитары, ударные и некоторые другие инструменты. Обложка New Skin for the Old Ceremony представляет собой картинку из алхимического трактата под названием Rosary of the Philosophers. На ней изображены объятия двух нагих крылатых существ в коронах, подобная обложка вызвала неоднозначную реакцию Columbia Records, в результате чего на ранних изданиях New Skin for the Old Ceremony она была заменена на фото Леонарда Коэна.

### Песни
- «Chelsea Hotel #2» является продолжением песни «Chelsea Hotel», которую Леонард исполнял на концертах, но так и не включил ни в один из своих альбомов, как студийных, так и концертных. В обеих песнях говорится о любовной встрече музыканта с некой дамой в отеле Челси в Нью-Йорке. Исполняя песню вживую, Коэн обычно рассказывал историю, в которой давал понять, что речь идёт о Дженис Джоплин. Спустя много лет после смерти Джоплин музыкант признался, что сожалеет о том, что раскрыл личность женщины, о которой поёт в своей откровенной песне, совершив тем самым нескромность по отношению к покойной[1].
- «Leaving Green Sleeves» является переработкой народной песни XVI века под названием «Зелёные рукава». В своей версии Коэн сохраняет последовательность аккордов и слов первых двух куплетов, но меняет мелодию последнего куплета и заменяет его слова на собственные. Песня завершается яростными криками музыканта Green sleeves, you’re all alone, the leaves have fallen, the men have all gone home. Green sleeves, it’s so easily done, leaving the Lady Green Sleeves, сопровождаемыми хором.

### Songs for Rebecca
После выхода New Skin for the Old Ceremony Коэн начинает новый проект — Songs for Rebecca, но, по неизвестным причинам, забрасывает эту идею на полпути до завершения. Пять песен с несостоявшегося альбома известны из живых выступлений по Северной Америке
в ноябре 1975 года. Впоследствии две из них вышли на альбоме 77-го года Death of a Ladies’ Man, остальные три — на Recent Songs 79-го.

## Кавер-версии
Песни с альбома исполняли множество других музыкантов. Американская певица Лана Дель Рей и сын Леонарда Адам Коэн исполнили песню «Chelsea Hotel #2» в ноябре 2017 году на концерте Tower of Song: A Memorial Tribute to Leonard Cohen в Bell Centre в Монреале, запись которого была показана 3 января 2018 года по телеканалу CBC и на Ici Radio-Canada Télé.

## Список композиций
Первая сторона:
| №  | Название                | Продолжительность |
| -- | ----------------------- | ----------------- |
| 1. | Is This What You Wanted | 4:13              |
| 2. | Chelsea Hotel #2        | 3:06              |
| 3. | Lover Lover Lover       | 3:19              |
| 4. | Field Commander Cohen   | 3:59              |
| 5. | Why Don’t You Try       | 3:50              |

Вторая сторона:
| №  | Название              | Продолжительность |
| -- | --------------------- | ----------------- |
| 1. | There Is a War        | 2:59              |
| 2. | A Singer Must Die     | 3:17              |
| 3. | I Tried to Leave You  | 2:40              |
| 4. | Who by Fire           | 2:33              |
| 5. | Take This Longing     | 4:06              |
| 6. | Leaving Green Sleeves | 2:38              |